# Aung Kyaw Tun
Aung Kyaw Tun (အောင်ကျော်ထွန်း; 5 agosto 1986) è un ex calciatore birmano, di ruolo centrocampista.

## Carriera

### Club
Ha giocato in patria con il Ministry of Forestry.

### Nazionale
Il 6 novembre 2000, disputando l'incontro fra la Birmania e la Thailandia perso per 3-1, diventa il più giovane calciatore internazionale di sempre, facendo segnare tale record a 14 anni e 93 giorni. Tale primato verrà superato sette anni dopo da Lucas Knecht, che esordisce con la propria nazionale a 14 anni e 2 giorni. Nella stessa partita realizza anche il suo primo e unico gol in nazionale, facendo registrare un ulteriore record, quello di marcatore internazionale più giovane di sempre.
Gioca in tutto 9 partite in nazionale.